# Liste der historischen deutschsprachigen Straßennamen in Tallinn
In dieser Liste werden die historischen deutschsprachigen Straßennamen in Tallinn aufgeführt.

## Geschichte
Über siebenhundert Jahre lang, bis zum Ende des Ersten Weltkriegs, haben deutsche Sprache und Kultur entscheidenden Einfluss auf die Entwicklung der Hansestadt Tallinn (deutsch Reval) gehabt. Bis zum Ende des 19. Jahrhunderts war Deutsch die vorherrschende Verwaltungs- und Bildungssprache in Estland.

## Straßenbenennungen
Tallinn war über die Jahrhunderte hinweg eine Stadt, in der Deutsch, Estnisch und Russisch geläufig waren. Die folgende Übersicht stellt die historischen Straßennamen von Tallinn in deutscher und estnischer Sprache gegenüber. Die Liste enthält auch die Straßennamen von Nõmme, das 1940 in die Stadt Tallinn eingemeindet wurde.
Nicht aufgeführt sind die Umbenennungen von Straßen während der sowjetischen (1940/41 und 1944–1991) und der deutschen (1918 und 1941–1944) Besatzungszeiten in Estland.
Die Straßennamen in Estland stehen meist im Genitiv. Das Wort „(-)Straße“ (estnisch tänav) fällt im Estnischen weg. Der Buchstabe w wurde im Laufe der 1930er Jahre im estnischen Alphabet durch v ersetzt. Werden mehrere Formen angegeben, steht die jüngere Variante voran.

## Verzeichnis
| Estnischsprachiger Name                                          | Deutschsprachiger Name                  |
| ---------------------------------------------------------------- | --------------------------------------- |
| Aarde, Aare                                                      | Zweigstraße                             |
| Ääsi                                                             | Essenstraße                             |
| Aate                                                             | Ideenstraße                             |
| Afrika                                                           | Afrikastraße                            |
| Ahju                                                             | Ofenstraße                              |
| Aia                                                              | Gartenstraße                            |
| Aiavilja, Aiawilja                                               | Gemüsestraße                            |
| Alberti                                                          | Albertstraße                            |
| Aleksandri                                                       | Alexanderstraße                         |
| Alendri                                                          | Alenderstraße                           |
| Alevi                                                            | Vorstadtstraße                          |
| Alimanni                                                         | Alimannstraße                           |
| Allika                                                           | Quellenstraße                           |
| Anna                                                             | Annastraße                              |
| Ao                                                               | Aostraße                                |
| Apteegi                                                          | Apothekerstraße                         |
| Arda                                                             | Speicherstraße                          |
| Aru                                                              | Arustraße                               |
| Arva, Arwa                                                       | Knospenstraße                           |
| Astra                                                            | Asterstraße                             |
| Astri                                                            | Asternstraße                            |
| Asunduse                                                         | Ansiedlungsstraße                       |
| Auru                                                             | Aurustraße                              |
| Auto                                                             | Autostraße                              |
| Baikovi sild, Baikowi sild                                       | Baikow-Brücke                           |
| Baikovi sild, Baikowi sild                                       | Viktoria-Brücke                         |
| Ballasti                                                         | Ballaststraße                           |
| Paldiski maantee, Baltiski maantee                               | Baltischportsche Straße                 |
| Börsi käik, Börsekäik                                            | Börsengang                              |
| Datshi                                                           | Datschenstraße                          |
| Dreewingi                                                        | Drewingstraße                           |
| Duglase                                                          | Douglasstraße                           |
| Dunkri                                                           | Dunkerstraße, Straße hinter der Münze   |
| Edela                                                            | Südweststraße                           |
| Edu                                                              | Fortschrittstraße                       |
| Eha                                                              | Abendrotstraße                          |
| Elisabet Aspe                                                    | Elisabet Aspe Straße                    |
| Elisabeti                                                        | Elisabethstraße                         |
| Endla                                                            | Endlastraße                             |
| Erbe                                                             | Erbestraße                              |
| Herne, Erne                                                      | Erbsenstraße                            |
| Estonia puiestee                                                 | Estonia-Promenade                       |
| Faehlmanni, F. R. Faehlmanni, Fählmani                           | Fählmannstraße                          |
| Falgi tee, Falgi                                                 | Falckensteg                             |
| Falkpargi                                                        | Falckspark                              |
| Germanovi, Germanowi                                             | Germanowstraße                          |
| Gildi, Gilde                                                     | Gildenstraße                            |
| Girgensoni                                                       | Girgensohnstraße                        |
| Glehni, N. V. Glehni                                             | Glehnstraße                             |
| Gogoli puiestee                                                  | Gogol-Promenade                         |
| Graniidi                                                         | Granitstraße                            |
| Grigori                                                          | Gregorstraße                            |
| Gümnaasiumi                                                      | Gymnasiumstraße                         |
| Haava, Haawa                                                     | Espenstraße                             |
| Habersti tee                                                     | Haberscher Weg                          |
| Haldja, Haldija                                                  | Elfenstraße                             |
| Hallikivi, Hallikiwi                                             | Hallikiwistraße                         |
| Härjapea                                                         | Kleestraße                              |
| Härjapea-Jõe                                                     | Kanalstraße                             |
| Harju                                                            | Schmiedestraße                          |
| Harjuvärava mägi, Harjuwärawa mägi                               | Schmiedepforten-Anlagen                 |
| Harjuvärava puiestee, Harjuwärawa puiestee                       | Schmiedepforten-Promenade               |
| Harku                                                            | Harksche Straße                         |
| Heeringa                                                         | Heringstraße                            |
| Heina                                                            | Heustraße                               |
| Hermanni, K. A. Hermanni, Hermani, K. A. Hermani                 | Hermannstraße                           |
| Herne                                                            | Erbsenstraße                            |
| Hiiu                                                             | Hiiustraße                              |
| Hiiu                                                             | Dagösche Straße                         |
| Hirve, Hirwe                                                     | Rehstraße                               |
| Hõbe                                                             | Silberstraße                            |
| Hobuse                                                           | Pferdestraße                            |
| Hobusepea                                                        | Pferdekopfstraße                        |
| Hõimu                                                            | Verwandtschaftsstraße                   |
| Hollandi                                                         | Hollandstraße                           |
| Hollandi põik                                                    | Holland-Gasse                           |
| Hommiku                                                          | Morgenstraße                            |
| Hommiku                                                          | Oststraße                               |
| Hospidali                                                        | Hospitalstraße                          |
| Ida                                                              | Oststraße                               |
| Iisraeli                                                         | Israelstraße                            |
| Imanta                                                           | Imantastraße                            |
| Inseneri                                                         | Ingenieurstraße                         |
| Instituudi                                                       | Institutstraße                          |
| Invaliidi                                                        | Invalidenstraße                         |
| Jakobi, Jaakobi                                                  | Jakobstraße                             |
| Jaama                                                            | Bahnhofstraße                           |
| Jaama                                                            | Stationsgasse                           |
| Jaani                                                            | Johannisstraße                          |
| Jahu                                                             | Mehlstraße                              |
| Jakobsoni, C. R. Jakobsoni                                       | Jakobsonstraße                          |
| Jalaka                                                           | Ulmenstraße                             |
| Janseni, J. V. Janseni, Jansen, J. V. Jansen, J. W. Jansen       | Jansenstraße                            |
| Järve, Järwe                                                     | Jerwer Straße                           |
| Järve, Järwe                                                     | Seestraße                               |
| Joa                                                              | Wasserfallstraße                        |
| Jõe                                                              | Flußstraße                              |
| Jõe                                                              | Kanalgasse                              |
| Jõhvika, Jõhwika                                                 | Kransbeerstraße                         |
| Juurdeveo, Jurdeveo, Jurdeweo                                    | Zufuhrstraße                            |
| Jüri                                                             | Jüristraße                              |
| Juure                                                            | Wurzelstraße                            |
| Kaare                                                            | Bogenstraße                             |
| Kaare tee                                                        | Kare Weg                                |
| Kaarli                                                           | Karlstraße                              |
| Kaarli puiestee                                                  | Karlskirchen-Promenade                  |
| Kaarli puiestee                                                  | Karls-Promenade                         |
| Kaasani                                                          | Kasansche Straße                        |
| Käbi                                                             | Zapfenstraße                            |
| Kadaka puiestee                                                  | Kaddaksche Promenade                    |
| Kadaka tee                                                       | Kaddakscher Weg                         |
| Kadri tee                                                        | Katharinenweg                           |
| Kaevu, Kaewu                                                     | Brunnenstraße                           |
| Kaitse                                                           | Schutzstraße                            |
| Kaja                                                             | Echostraße                              |
| Kalamaja põik                                                    | Fischermaigasse                         |
| Kalaranna, Kalarand                                              | Fischgraben                             |
| Kalda                                                            | Abhangstraße                            |
| Kalda                                                            | Uferstraße                              |
| Kalevi, Kalewi                                                   | Kalewstraße                             |
| Kalju                                                            | Felsenstraße                            |
| Kaluri                                                           | Fischerstraße                           |
| Kana                                                             | Hühnerzehgasse                          |
| Kanarbiku, Kanarpiku                                             | Heidekrautstraße                        |
| Kandle                                                           | Harfenstraße                            |
| Kanepi                                                           | Hanfstraße                              |
| Kangru                                                           | Weberstraße                             |
| Kannikese                                                        | Veilchenstraße                          |
| Kantsi                                                           | Schanzenstraße                          |
| Käo                                                              | Kuckuckstraße, Kuckucksstraße           |
| Karu                                                             | Bärenstraße                             |
| Kasanski                                                         | Kasansche Straße                        |
| Kasarmu                                                          | Kasernenstraße                          |
| Kase                                                             | Birkenstraße                            |
| Kastani                                                          | Kastanienstraße                         |
| Kasteheina                                                       | Taugrasstraße                           |
| Katariina, Katarina                                              | Katharinenstraße                        |
| Katusepapi, Katusepappi                                          | Dachpappenstraße                        |
| Kauba                                                            | Frachtstraße                            |
| Kauna                                                            | Schotenstraße                           |
| Kaupmehe                                                         | Kaufmannstraße                          |
| Keemia                                                           | Chemische Straße                        |
| Kenntmanni                                                       | Kentmannstraße                          |
| Kenntmanni põik                                                  | Kentmann-Gasse                          |
| Kesk-Amerrika, Kesk Ameerika                                     | Mittlere Amerikastraße                  |
| Kesk-Kalamaja, Kesk Kalamaja                                     | Mittlere Fischermaistraße               |
| Kesk Kompasna                                                    | Mittlere Kompaßstraße                   |
| Kesk Kompassi                                                    | Mittlere Kompaßstraße                   |
| Kesk Luha                                                        | Mittlere Wiesenstraße                   |
| Kesk-Sõjamäe, Kesk Sõjamäe                                       | Mittlere Schweinsbergstraße             |
| Kesk Weimari                                                     | Mittlere Weimarshoffsche Straße         |
| Kevade                                                           | Frühlingsstraße                         |
| Kiiri                                                            | Strahlenstraße                          |
| Kinga                                                            | Schuhstraße                             |
| Kingu                                                            | Hümpelstraße                            |
| Kiriku                                                           | Kirchenstraße                           |
| Kiriku põik                                                      | Kirchengasse                            |
| Kiriku plats, Kirikuaia                                          | Kirchhofstraße                          |
| Kirsi                                                            | Kirschenstraße                          |
| Kirsi                                                            | Kirsistraße                             |
| Kitsas                                                           | Schmale Straße                          |
| Kitzbergi, A. Kitzbergi                                          | Kitzbergstraße                          |
| Kivi, Kiwi                                                       | Steinstraße                             |
| Kivimäe, Kiwimäe                                                 | Kiwimäggistraße                         |
| Kivimurru, Kiwimurru                                             | Steinbruchstraße                        |
| Klaasingi                                                        | Klasingstraße                           |
| Kodu                                                             | Heimstraße                              |
| Köleri, J. Köleri, Köhleri, J. Köhleri                           | Köhlerstraße                            |
| Kohtu                                                            | Gerichtstraße                           |
| Koidu                                                            | Koitstraße                              |
| Koidula, L. Koidula                                              | Koidulastraße                           |
| Köie                                                             | Seilstraße                              |
| Kõla                                                             | Schallstraße                            |
| Kolde                                                            | Herdstraße                              |
| Kolde puiestee                                                   | Herdpromenade                           |
| Kollane                                                          | Gelbe Straße                            |
| Komandandi tee, Kommandandi                                      | Kommandantensteg                        |
| Kooli                                                            | Schulstraße                             |
| Kopli                                                            | Koppelstraße                            |
| Kordese                                                          | Kordesstraße                            |
| Kõrre                                                            | Halmstraße                              |
| Kose                                                             | Koschstraße                             |
| Kotka                                                            | Adlerstraße                             |
| Kotzebue, Kotsebue                                               | Kotzebuestraße                          |
| Kõver, Kõwer                                                     | Krumme Straße                           |
| Kraavi, Kraawi                                                   | Grabenstraße                            |
| Kreutzwaldi, Fr. R. Kreutzwaldi                                  | Kreutzwaldstraße                        |
| Kiriku plats                                                     | Kirchen-Platz                           |
| Kristiine                                                        | Christinenstraße                        |
| Kristiinentali                                                   | Christinentalstraße                     |
| Kruusa                                                           | Grandstraße                             |
| Kruusa                                                           | Grantstraße                             |
| Kuke                                                             | Hahnengasse                             |
| Kuldnoka                                                         | Starstraße                              |
| Kuldnoka                                                         | Starenstraße                            |
| Kullamaa                                                         | Goldenbecksche Straße                   |
| Kullassepa, Kullasepa                                            | Goldschmiedestraße                      |
| Kullerkupu                                                       | Trollblumenstraße                       |
| Kunderi, J. Kunderi, I. Kunderi                                  | Kunderstraße                            |
| Kungla                                                           | Kunglastraße                            |
| Kuninga                                                          | Königstraße                             |
| Künka                                                            | Hügelstraße                             |
| Kure                                                             | Kranichstraße                           |
| Kuristiku                                                        | Schluchtstraße                          |
| Kurni                                                            | Kurnistraße                             |
| Küti                                                             | Schützenstraße                          |
| Kuu                                                              | Mondstraße                              |
| Kuuse                                                            | Tannenstraße                            |
| Laadimise plats                                                  | Ladeplatz                               |
| Laane                                                            | Heidestraße                             |
| Lääne                                                            | Weststraße                              |
| Laboratooriumi                                                   | Laboratoriumstraße                      |
| Lahe                                                             | Buchtstraße                             |
| Lai                                                              | Breite Straße                           |
| Läike                                                            | Glanzstraße                             |
| Laine                                                            | Wellenstraße                            |
| Lätte, A. Lätte, Läte                                            | Lätestraße                              |
| Latte                                                            | Lattestraße                             |
| Lau                                                              | Laustraße                               |
| Laulu                                                            | Gesangstraße                            |
| Laulupeo                                                         | Sängerstraße                            |
| Leegi                                                            | Flammenstraße                           |
| Leete                                                            | Leetestraße                             |
| Lehe                                                             | Blattstraße                             |
| Leigeri, Leigri                                                  | Leigristraße                            |
| Leina                                                            | Trauerstraße                            |
| Lembitu                                                          | Lembitstraße                            |
| Lemmiku                                                          | Lieblingsstraße                         |
| Lennuki                                                          | Lennukstraße                            |
| Lepa, Leppa                                                      | Ellernstraße                            |
| Lessingi                                                         | Lessingstraße                           |
| Liiva, Liiwa                                                     | Sandstraße                              |
| Liivamäe, Liiwamäe                                               | Auf dem Sande                           |
| Lille                                                            | Blumenstraße                            |
| Lina                                                             | Flachsstraße                            |
| Linda                                                            | Lindastraße                             |
| Linnu                                                            | Vogelstraße                             |
| Lõhmuse tee, Lõhmuse                                             | Lindenstraße                            |
| Lõime                                                            | Garnstraße                              |
| Lõo                                                              | Lerchenstraße                           |
| Loode                                                            | Nordweststraße                          |
| Lõokese                                                          | Lerchenstraße                           |
| Lootuse puiestee                                                 | Hoffnungspromenade                      |
| Lossi                                                            | Schloßstraße                            |
| Lossi plats                                                      | Schloßplatz                             |
| Lõuna                                                            | Südstraße                               |
| Lubja                                                            | Kalkstraße                              |
| Luha                                                             | Wiesenstraße                            |
| Lühike                                                           | Kurze Straße                            |
| Lühike jalg, Lühikejalg                                          | Kurzer Domberg                          |
| Luige                                                            | Schwanenstraße                          |
| Luise                                                            | Luisenstraße                            |
| Luisentali                                                       | Luisentaler Straße                      |
| Luite                                                            | Luitestraße                             |
| Luteri Vaestekooli, Luteri Waestekooli                           | Luther-Waisenhaus-Straße                |
| Lutheri                                                          | Lutherstraße                            |
| Luule                                                            | Poesiestraße                            |
| Maakri                                                           | Makerstraße                             |
| Maasika                                                          | Erdbeerenstraße                         |
| Maasika                                                          | Maasikastraße                           |
| Madara                                                           | Madarastraße                            |
| Mäe                                                              | Bergstraße                              |
| Mäekalda                                                         | Glintstraße                             |
| Magasini                                                         | Magazinstraße                           |
| Magdaleena                                                       | Magdalenenstraße                        |
| Majaka                                                           | Majackenstraße                          |
| Maleva, Malewa                                                   | Heeresstraße                            |
| Malmi                                                            | Gußeisenstraße                          |
| Manala                                                           | Manalastraße                            |
| Manneži, Mannezi, Maneesi                                        | Manegenstraße                           |
| Mängu                                                            | Spielstraße                             |
| Männi, Männa                                                     | Kiefernstraße                           |
| Männiku tee                                                      | Männikstraße                            |
| Mardi                                                            | Martenstraße                            |
| Maria                                                            | Marienstraße                            |
| Marja                                                            | Beerenstraße                            |
| Marsi                                                            | Marschstraße                            |
| Marta                                                            | Martastraße                             |
| Masina                                                           | Maschinenstraße                         |
| Medwedjewi                                                       | Medwedjewstraße                         |
| Mehaanika                                                        | Mechanische Straße                      |
| Merepuiestee                                                     | Seepromenade                            |
| Mesila                                                           | Bienenstockstraße                       |
| Metalli                                                          | Metallstraße                            |
| Metsa                                                            | Waldstraße                              |
| Miini Sadam                                                      | Minenhafenstraße                        |
| Miinisadam                                                       | Minenhafenstraße                        |
| Mineraali                                                        | Mineralstraße                           |
| Minnika                                                          | Minnikastraße                           |
| Mootori                                                          | Motorstraße                             |
| Mulla                                                            | Erdenstraße                             |
| Mundi                                                            | Mundtenstraße                           |
| Munga                                                            | Münkenstraße                            |
| Muraka                                                           | Ackerbeerenstraße                       |
| Muru                                                             | Murustraße                              |
| Muru                                                             | Rasenstraße                             |
| Mustamäe                                                         | Hohenhauptstraße                        |
| Müürivahe, Müüriwahe                                             | Mauerstraße                             |
| Naeri                                                            | Rübenstraße                             |
| Nafta                                                            | Naftastraße                             |
| Näituse                                                          | Ausstellungsstraße                      |
| Narva maantee, Narwa maantee                                     | Narvsche Straße                         |
| Neeme                                                            | Halbinselstraße                         |
| Nelgi                                                            | Nelkenstraße                            |
| Niguliste                                                        | Nikolaistraße                           |
| Niguliste põik                                                   | Nikolai-Gasse                           |
| Nikitini                                                         | Nikitinstraße                           |
| Nõmme                                                            | Nömmesche Straße                        |
| Noole                                                            | Noolestraße                             |
| Nunne                                                            | Süsternstraße                           |
| Nurme                                                            | Flurstraße                              |
| Nürnbergi                                                        | Nürnberger Straße                       |
| Oa                                                               | Bohnenstraße                            |
| Odra                                                             | Gerstenstraße                           |
| Õhtu                                                             | Abendstraße                             |
| Õie                                                              | Blütenstraße                            |
| Õitse                                                            | Blühstraße                              |
| Oksa                                                             | Aststraße                               |
| Õle                                                              | Strohstraße                             |
| Olevi, Olewi                                                     | Olevstraße                              |
| Oleviste, Olewiste                                               | Olaistraße                              |
| Olga                                                             | Olgastraße                              |
| Õllepruuli                                                       | Brauereigasse                           |
| Õnne                                                             | Glückstraße                             |
| Ööbiku                                                           | Nachtigallenstraße                      |
| Ööpiku                                                           | Nachtigallenstraße                      |
| Õpetaja                                                          | Lehrestraße                             |
| Orase                                                            | Orasestraße                             |
| Oru                                                              | Talstraße                               |
| Oskari                                                           | Oskarstraße                             |
| Õuna                                                             | Apfelstraße                             |
| Paavli, Paawli                                                   | Paulstraße                              |
| Paekivi, Paekiwi                                                 | Fliesenstraße                           |
| Pagari                                                           | Bäckerstraße                            |
| Päikese                                                          | Sonnenstraße                            |
| Päikese puiestee                                                 | Sonnen-Promenade                        |
| Paiste                                                           | Scheinstraße                            |
| Paljassaari                                                      | Karlosstraße                            |
| Palli                                                            | Ballstraße                              |
| Palli                                                            | Pallistraße                             |
| Papli                                                            | Pappelstraße                            |
| Pargi                                                            | Parkstraße                              |
| Pärja                                                            | Kranzstraße                             |
| Pärna, J. Pärna, Pärna J.                                        | J. Pärnastraße                          |
| Pärnu maantee                                                    | Pernausche Straße                       |
| Peeter Süda                                                      | Südastraße                              |
| Peetri plats                                                     | Peterplatz                              |
| Petrooleumi                                                      | Petroleumstraße                         |
| Pidu                                                             | Feststraße                              |
| Pihlaka                                                          | Pielbeerstraße                          |
| Piiri                                                            | Grenzstraße                             |
| Piirmani                                                         | Piirmanstraße                           |
| Pikk                                                             | Langstraße                              |
| Pikkeri                                                          | Pikkerstraße                            |
| Pikk jalg, Pikkjalg                                              | Langer Domberg                          |
| Pilliroo                                                         | Schilfstraße                            |
| Pilve, Pilwe                                                     | Wolkenstraße                            |
| Pioneeri                                                         | Pionierstraße                           |
| Pirita tee                                                       | Brigittenweg                            |
| Planeedi                                                         | Planetstraße                            |
| Plangu                                                           | Zaunstraße                              |
| Põhja                                                            | Nordstraße                              |
| Polaari                                                          | Polarstraße                             |
| Polgu                                                            | Regimentstraße                          |
| Põllu                                                            | Feldstraße                              |
| Poska, J. Poska                                                  | Poskastraße                             |
| Preesi                                                           | Broschenstraße                          |
| Prii                                                             | Freie Straße                            |
| Prii                                                             | Freystraße                              |
| Pühavaimu, Pühawaimu                                             | Heiligengeiststraße                     |
| Puhke                                                            | Ruhestraße                              |
| Punane                                                           | Rote Straße                             |
| Pushkini                                                         | Puschkinstraße                          |
| Püssirohu, Pussirohu                                             | Pulverstraße                            |
| Püü                                                              | Püüstraße                               |
| Puuvilja, Puuwilja                                               | Fruchtstraße                            |
| Puuvilja, Puuwilja                                               | Obststraße                              |
| Puuvilla, Puuwilla                                               | Baumwollstraße                          |
| Räägu                                                            | Schnarrwachtelstraße                    |
| Raasiku                                                          | Birkwaldstraße                          |
| Räästa                                                           | Drosselstraße                           |
| Raatuse                                                          | Rathausgasse                            |
| Raekoja plats, Raekojaplats                                      | Rathausplatz                            |
| Raekoja                                                          | Rathausgasse                            |
| Rahu                                                             | Friedensstraße                          |
| Rahukohtu                                                        | Friedensgerichtstraße                   |
| Rahumäe                                                          | Rahumägistraße                          |
| Raja                                                             | Scheidestraße                           |
| Rännaku puiestee                                                 | Wanderpromenade                         |
| Rannamäe tee                                                     | Strandpforten-Promenade                 |
| Rataskaevu                                                       | Raderstraße                             |
| Ratta                                                            | Radstraße                               |
| Raua                                                             | Eisenstraße                             |
| Raudtee                                                          | Eisenbahnstraße                         |
| Reimani, V. Reimani, Reimanni, V. Reimanni, W. Reimanni          | Reimannstraße                           |
| Reinvaldi, A. Reinvaldi A., Reinwaldi                            | A. Reinwaldi Straße                     |
| Remmelga                                                         | Weidenstraße                            |
| Restorani                                                        | Restaurantstraße                        |
| Riesenkampfi                                                     | Riesenkampffstraße                      |
| Riidi                                                            | Zwirnstraße                             |
| Riidu                                                            | Heuschlagstraße                         |
| Riine                                                            | Lindenstraße                            |
| Roheline                                                         | Grüne Straße                            |
| Roheline Aas, Roheline aas                                       | Grüne Wiese                             |
| Rohu                                                             | Gradstraße                              |
| Rohula                                                           | Rohulastraße                            |
| Romanovi, Romanowi                                               | Romanowstraße                           |
| Roopa, Rooba                                                     | Schienenstraße                          |
| Rõõmu                                                            | Freudenpromenade                        |
| Roosi                                                            | Rosenstraße                             |
| Rulkoviuse, Rulkowiuse                                           | Rulcoviusstraße                         |
| Rulli                                                            | Walzenstraße                            |
| Russovi, Russowi                                                 | Russowstraße                            |
| Ruttu                                                            | Eilgasse                                |
| Rüütli                                                           | Ritterstraße                            |
| Saani                                                            | Schlittenstraße                         |
| Saare                                                            | Eschenstraße                            |
| Sääse                                                            | Mückenstraße                            |
| Sadama                                                           | Hafenstraße                             |
| Säde                                                             | Strahlenstraße                          |
| Saiakang                                                         | Weckengang                              |
| Sakala                                                           | Sakalastraße                            |
| Salongi                                                          | Salonstraße                             |
| Salu                                                             | Hainstraße                              |
| Sambla                                                           | Moosstraße                              |
| Sanatooriumi, Sanatoriumi                                        | Sanatoriumstraße                        |
| Sarlotte tee                                                     | Charlottenstraße                        |
| Saue                                                             | Sauestraße                              |
| Sauna                                                            | Badstubenstraße                         |
| Schubbe                                                          | Schubbestraße                           |
| Seebi                                                            | Seifenstraße                            |
| Seedri                                                           | Zedernstraße                            |
| Seene                                                            | Pilzstraße                              |
| Seltersi                                                         | Seltersstraße                           |
| Septembri                                                        | Septemberstraße                         |
| Sharlottentali tee                                               | Charlottentalstraße                     |
| Side                                                             | Verbindungsstraße                       |
| Siimoni                                                          | Simeonstraße                            |
| Siini                                                            | Schienenstraße                          |
| Siiversi, Siiwersi                                               | Sieversstraße                           |
| Silikaadi                                                        | Silikatstraße                           |
| Silla                                                            | Stegstraße                              |
| Sireli                                                           | Fliederstraße                           |
| Sireli                                                           | Syringenstraße                          |
| Sitsi                                                            | Zitzstraße                              |
| Slobodi                                                          | Slobodenstraße                          |
| Sõbra                                                            | Freundestraße                           |
| Sõja                                                             | Krichstraße                             |
| Sõja                                                             | Kriegstraße                             |
| Sõle                                                             | Spangenstraße                           |
| Sõlme                                                            | Knotenstraße                            |
| Sõnajala                                                         | Farnstraße                              |
| Soo                                                              | Sumpfstraße                             |
| Söödi                                                            | Söödistraße                             |
| Söörensi                                                         | Sörensenstraße                          |
| Sõõri                                                            | Ringstraße                              |
| Sootaga                                                          | Hintere Sumpfstraße                     |
| Sörje                                                            | Bleierstraße                            |
| Sõstra                                                           | Sõstrastraße                            |
| Staadioni                                                        | Stadionstraße                           |
| Stifti                                                           | Stiftstraße                             |
| Subbe                                                            | Schubbestraße                           |
| Suitsu                                                           | Suitsustraße                            |
| Sulevi, Sulewi                                                   | Sulewstraße                             |
| Suur-Ameerika, Suur Ameerika                                     | Große Amerikastraße                     |
| Suur Arehna                                                      | Große Arefjewstraße                     |
| Suur Balesna                                                     | Große Baleasnoistraße                   |
| Suur-Patarei, Suur Batarei                                       | Große Batteriestraße                    |
| Suur Brookusmägi                                                 | Große Brokusbergstraße                  |
| Suur Eerika                                                      | Große Erikastraße                       |
| Suur Epinatjevi, Suur Epinatjewi                                 | Große Epinatjewstraße                   |
| Suur Gonsiori                                                    | Große Gonsiorstraße                     |
| Suur Juhkentali                                                  | Große Joachimstalerstraße               |
| Suur-Karja, Suur Karja                                           | Große Karristraße                       |
| Suur Karjamaa                                                    | Große Viehwiesenstraße                  |
| Suur-Kloostri, Suur Kloostri                                     | Große Klosterstraße                     |
| Suur Kompasna                                                    | Große Kompaßstraße                      |
| Suur Kompassi                                                    | Große Kompaßstraße                      |
| Suur Kulikovi, Suur Kulikowi                                     | Große Kulikowstraße                     |
| Suur-Lagri, Suur Laagri                                          | Große Lagerstraße                       |
| Suur Lasnamäe                                                    | Große Laksbergstraße                    |
| Suur Paala                                                       | Große Pahlestraße                       |
| Suur Pääsukese                                                   | Große Schwalbenstraße                   |
| Suur Pärnu maantee                                               | Große Pernausche Straße                 |
| Suur Poltaava, Suur Poltaawa                                     | Große Poltawastraße                     |
| Suur Raevalla, Suur Raewalla                                     | Große Johannishofsche Straße            |
| Suur Roosikrantsi                                                | Große Rosenkranzstraße                  |
| Suur-Sõjamäe, Suur Sõjamäe                                       | Große Schweinsbergstraße                |
| Suur Tartu maantee                                               | Große Dörptsche Straße                  |
| Suur Weimari                                                     | Große Weimarshoffsche Straße            |
| Suurtüki                                                         | Kanonenstraße                           |
| Suurtüki                                                         | Kanonengasse                            |
| Suurturg                                                         | Großer Markt                            |
| Suvila, Suwila                                                   | Villenstraße                            |
| Taara                                                            | Taarastraße                             |
| Tähe                                                             | Sternstraße                             |
| Taime                                                            | Taimestraße                             |
| Tamme                                                            | Eichenstraße                            |
| Tammiku                                                          | Eichwaldstraße                          |
| Tarabella                                                        | Tarabellastraße                         |
| Tasuja                                                           | Tasujastraße                            |
| Tatari                                                           | Tatarenstraße                           |
| Tedre                                                            | Birkhuhnstraße                          |
| Teenri                                                           | Dienerstraße                            |
| Tehase                                                           | Werkstraße                              |
| Tehnika                                                          | Technische Straße                       |
| Telliskivi, Telliskiwi                                           | Ziegelstraße                            |
| Telliskopli                                                      | Ziegelskoppelstraße                     |
| Terase                                                           | Stahlstraße                             |
| Tihase                                                           | Dohlenstraße                            |
| Tiigi                                                            | Teichstraße                             |
| Tiigi                                                            | Tiigistraße                             |
| Tina                                                             | Bleistraße                              |
| Tobiase, R. Tobiase                                              | Tobiasstraße                            |
| Tolli                                                            | Zollstraße                              |
| Tõllu                                                            | Töllstraße                              |
| Tominga                                                          | Faulbeerenstraße                        |
| Tondi                                                            | Duntenstraße                            |
| Tõnismägi                                                        | Antonisberg                             |
| Toompuiestee, Toome puiestee                                     | Toome-Promenade                         |
| Toomkiriku                                                       | Dom-Kirchenstraße                       |
| Toomkiriku põik                                                  | Dom-Kirchengasse                        |
| Toom-Kooli Toomkooli                                             | Dom-Schulstraße                         |
| Toom-Kuninga                                                     | Königstalerstraße                       |
| Toompark                                                         | Domparkstraße                           |
| Toompuiestee                                                     | Dompromenade                            |
| Toom-Rüütli                                                      | Dom-Ritterstraße                        |
| Toom-Vaestekooli, Toom-Waestekooli                               | Dom-Waisenhausstraße                    |
| Tööstuse                                                         | Gewerbestraße                           |
| Tormi                                                            | Sturmstraße                             |
| Torni                                                            | Turmstraße                              |
| Tornimäe                                                         | Turmstraße                              |
| Trepi                                                            | Treppenstraße                           |
| Trummi                                                           | Brückenstraße                           |
| Tsehi                                                            | Zechstraße                              |
| Tsemendi                                                         | Zementstraße                            |
| Tui                                                              | Taubenstraße                            |
| Tuisu                                                            | Stühmstraße                             |
| Tulika                                                           | Hahnenfußstraße                         |
| Tulika                                                           | Tulikastraße                            |
| Turba                                                            | Torfstraße                              |
| Türnpuu, K. Türnpuu                                              | K. Türnpuustraße                        |
| Tuule                                                            | Windstraße                              |
| Tüve, Tüwe                                                       | Stammstraße                             |
| Udu                                                              | Nebelstraße                             |
| Ülase                                                            | Ülasestraße                             |
| Ülem Jõe                                                         | Obere Kanalgasse                        |
| Ülem Luha                                                        | Obere Wiesenstraße                      |
| Ülemiste                                                         | Laksbergstraße                          |
| Uue-Maailma, Uue Maailma                                         | Neue Welt                               |
| Uus                                                              | Neue Straße                             |
| Uus                                                              | Neugasse                                |
| Uus Alumanni                                                     | Neue Alimannstraße                      |
| Uus Hollandi                                                     | Neue Hollandstraße                      |
| Uus-Kalamaja, Uus Kalamaja                                       | Neue Fischermaistraße                   |
| Uus Kirikuaia                                                    | Neue Kirchhofstraße                     |
| Uus puiestee                                                     | Neue Promenade                          |
| Uus Sadam                                                        | Neuer Hafen                             |
| Uus-Sadama, Uus Sadama                                           | Neue Hafenstraße                        |
| Uus Turg                                                         | Neuer Markt                             |
| Vaarika, Waarika                                                 | Waarikastraße                           |
| Vabaduse väljak, Vabaduse plats, Wabaduse plats                  | Freiheitsplatz                          |
| Vabaduse puiestee, Wabaduse puiestee                             | Freiheitspromenade                      |
| Vabriku, Wabriku                                                 | Fabrikstraße                            |
| Vaestekooli, Waestekooli                                         | Waisenhausstraße                        |
| Vaestepatuste, Waestepatuste                                     | Armensündergasse                        |
| Vahe, Wahe                                                       | Zwischenstraße                          |
| Vahtra                                                           | Ahornstraße                             |
| Vaigu, Waigu                                                     | Harzstraße                              |
| Väika Arehna, Wäika Arehna                                       | Kleine Arefjewstraße                    |
| Väike-Ameerika, Väike Ameerika, Wäike Ameerika                   | Kleine Amerikastraße                    |
| Väike Balesna, Wäike Balesna                                     | Kleine Baleasnoistraße                  |
| Väike-Patarei, Väike Batarei                                     | Kleine Batteriestraße                   |
| Väike Brookusmägi, Wäike Brookusmägi                             | Kleine Brokusbergstraße                 |
| Väike Eerika, Wäike Eerika                                       | Kleine Erikastraße                      |
| Väike Epinatjevi, Wäike Epinatjewi                               | Kleine Apinatjewstraße                  |
| Väike Gonsiori, Wäike Gonsiori                                   | Kleine Gonsiorstraße                    |
| Väike Juhkentali, Wäike Juhkentali                               | Kleine Joachimstalerstraße              |
| Väike Kalamaja, Wäike Kalamaja                                   | Kleine Fischermaistraße                 |
| Väike-Karja, Väike Karja, Wäike Karja                            | Kleine Karristraße                      |
| Väike Karjamaa, Wäike Karjamaa                                   | Kleine Viehwiesenstraße                 |
| Väike Kloostri, Wäike Kloostri                                   | Kleine Klosterstraße                    |
| Väike Kompasna, Wäike Kompasna                                   | Kleine Kompaßstraße                     |
| Väike Kompassi, Wäike Kompassi                                   | Kleine Kompaßstraße                     |
| Väike Kulikovi, Wäike Kulikowi                                   | Kleine Kulikowstraße                    |
| Väike-Laagri, Väike Laagri, Wäike Laagri                         | Kleine Lagerstraße                      |
| Väike Lasnamäe, Wäike Lasnamäe                                   | Kleine Laksbergstraße                   |
| Väike Liiva                                                      | Kleine Sandstraße                       |
| Väike Paala, Wäike Paala                                         | Kleine Pahlestraße                      |
| Väike-Pääsukese, Väike Pääsukese, Wäike Pääsukese                | Kleine Schwalbenstraße                  |
| Väike Pärnu maantee, Wäike Pärnu maantee                         | Kleine Pernausche Straße                |
| Väike Poltaava, Wäike Poltaawa                                   | Kleine Poltawastraße                    |
| Väike Raevalla, Wäike Raewalla                                   | Kleine Johannishofsche Straße           |
| Väike-Rannavärav, Väike Rannavärava, Wäike Rannwärawa            | Kleine Strandpfortestraße               |
| Väike Roosikrantsi                                               | Kleine Rosenkranzstraße                 |
| Väike-Sõjamäe, Väike Sõjamäe                                     | Kleine Schweinsbergstraße               |
| Väike Söörensi, Wäike Söörensi                                   | Kleine Sörensenstraße                   |
| Väike Tartu maantee, Wäike Tartu maantee                         | Kleine Dörptsche Straße                 |
| Väike Weimari, Wäike Weimari                                     | Kleine Weimarshoffsche Straße           |
| Vaikne, Waikne                                                   | Stille Straße                           |
| Vaimu, Waimu                                                     | Spukgasse                               |
| Vainu, Wainu                                                     | Angerstraße                             |
| Vainu, Wainu                                                     | Wainustraße                             |
| Vaksali puiestee, Waksali puiestee                               | Bahnhof-Promenade                       |
| Valdeku, Valdeki, Waldeki                                        | Waldeckerstraße                         |
| Valge, Walge                                                     | Weiße Straße                            |
| Valgevase, Walgewase                                             | Messingstraße                           |
| Valguse, Walguse                                                 | Lichtstraße                             |
| Välja, Wälja                                                     | Außenstraße                             |
| Valli, Walli                                                     | Wallstraße                              |
| Vambola, Wambola                                                 | Wambolastraße                           |
| Vana-Kalamaja, Vana Kalamaja, Wana Kalamaja                      | Alte Fischermaistraße                   |
| Vana-Pärnu maantee, Vana Pärnu maantee                           | Alte Pernausche Straße                  |
| Vana-Posti, Vana Posti, Wana Posti                               | Alte Poststraße                         |
| Vana-Turg, Vana Turg, Wana Turg                                  | Alter Markt                             |
| Vana-Viru, Vana Viru                                             | Alte Lehmstraße                         |
| Vanaturu kael                                                    | Markthalsgasse, Marktstraße, Marktgasse |
| Vanemuise, Wanemuise                                             | Wanemuinestraße                         |
| Väo tee, Wäo tee                                                 | Faehtsche Straße                        |
| Värava, Wärawa                                                   | Pfortenstraße                           |
| Varblase, Warblase                                               | Sperlingstraße                          |
| Vase                                                             | Kupferstraße                            |
| Västriku, Wästriku                                               | Bachstelzenstraße                       |
| Veerenni                                                         | Wasserleitungsstraße                    |
| Vene, Wene                                                       | Rußstraße                               |
| Vesivärava, Wesiwärawa                                           | Schleusenstraße                         |
| Veski, Weski                                                     | Mühlenstraße                            |
| Videviku, Widewiku                                               | Dämmerungstraße                         |
| Wiedemanni, F. J. Wiedemanni, F. J. Viidemanni, F. J. Wiidemanni | Wiedemannstraße                         |
| Vikerkaare, Wikerkaare                                           | Regebogenstraße                         |
| Vilja, Wilja                                                     | Getreidestraße                          |
| Viljandi, Wiljandi                                               | Felliner Straße                         |
| Villardi, Willardi                                               | Willartstraße                           |
| Vilmsi, J. Vilmsi, J. Wilmsi                                     | Wilmsstraße                             |
| Viru                                                             | Lehmstraße                              |
| Viru väljak, Vene turg, Wene turg                                | Russischer Markt, Läusemarkt            |
| Viruvärava puiestee, Wiruwärawa puiestee                         | Lehmpforten-Promenade                   |
| Virve, Wirwe                                                     | Knospenstraße                           |
| Vittenhofi, Wittenhofi                                           | Wittenhofstraße                         |
| Vladimiri, Wladimiri                                             | Wladimirstraße                          |
| Võidu, Wõidu                                                     | Siegesstraße                            |
| Võidujooksu, Wõidujooksu                                         | Wettrennenstraße                        |
| Volta, Wolta                                                     | Voltastraße                             |
| Voolu, Woolu                                                     | Stromstraße                             |
| Voorimehe                                                        | Fuhrmannsgasse                          |
| Võrgu, Wõrgu                                                     | Netzstraße                              |
| Weizenbergi, A. Weizenbergi                                      | Weizenbergstraße                        |
| Wismari                                                          | Wismarstraße                            |